# New York Film Critics Circle Award alla miglior fotografia
Il New York Film Critics Circle Award alla miglior fotografia (New York Film Critics Circle Award for Best Cinematography) è un premio assegnato annualmente dal 1980 dai membri del New York Film Critics Circle alla miglior fotografia di una pellicola negli Stati Uniti nel corso dell'anno.

## Albo d'oro

### Anni 1980
- 1980: Geoffrey Unsworth e Ghislain Cloquet - Tess
- 1981: David Watkin - Momenti di gloria (Chariots of Fire)
- 1982: Néstor Almendros - La scelta di Sophie (Sophie's Choice)
- 1983: Gordon Willis - Zelig
- 1984: Chris Menges - Urla del silenzio (The Killing Fields)
- 1985: David Watkin - La mia Africa (Out of Africa)
- 1986: Tony Pierce-Roberts - Camera con vista (A Room with a View)
- 1987: Vittorio Storaro - L'ultimo imperatore (The Last Emperor)
- 1988: Henri Alekan - Il cielo sopra Berlino (Der Himmel über Berlin)
- 1989: Ernest Dickerson - Fa' la cosa giusta (Do the Right Thing)

### Anni 1990
- 1990: Vittorio Storaro - Il tè nel deserto (The Sheltering Sky)
- 1991: Roger Deakins - Barton Fink - È successo a Hollywood (Barton Fink)
- 1992: Jean Lépine - I protagonisti (The Player)
- 1993: Janusz Kamiński - Schindler's List - La lista di Schindler (Schindler's List)
- 1994: Stefan Czapsky - Ed Wood
- 1995: Lu Yue - Shanghai Triad - La triade di Shanghai (Yao a yao yao dao waipo qiao)
- 1996: Robby Müller - Le onde del destino (Breaking the Waves) e Dead Man
- 1997: Roger Deakins - Kundun
- 1998: John Toll - La sottile linea rossa (The Thin Red Line)
- 1999: Freddie Francis - Una storia vera (The Straight Story)

### Anni 2000
- 2000: Peter Pau - La tigre e il dragone (臥虎藏龍)
- 2001: Christopher Doyle e Pin Bing Lee - In the Mood for Love (花樣年華)
- 2002: Edward Lachman - Lontano dal paradiso (Far from Heaven)
- 2003: Harris Savides - Elephant e Gerry
- 2004: Christopher Doyle - Hero (英雄)
- 2005: Christopher Doyle, Lai Yiu Fai e Kwan Pun Leung - 2046
- 2006: Guillermo Navarro - Il labirinto del fauno (El laberinto del fauno)
- 2007: Robert Elswit - Il petroliere (There Will Be Blood)
- 2008: Anthony Dod Mantle - The Millionaire (Slumdog Millionaire)
- 2009: Christian Berger - Il nastro bianco (Das weiße Band)

### Anni 2010
- 2010: Matthew Libatique - Il cigno nero (Black Swan)
- 2011: Emmanuel Lubezki – The Tree of Life
- 2012: Greig Fraser - Zero Dark Thirty
- 2013: Bruno Delbonnel - A proposito di Davis (Inside Llewyn Davis)
- 2014: Darius Khondji - C'era una volta a New York (The Immigrant)
- 2015: Edward Lachman - Carol
- 2016: James Laxton - Moonlight
- 2017: Rachel Morrison - Mudbound
- 2018: Alfonso Cuarón - Roma
- 2019: Claire Mathon - Ritratto della giovane in fiamme (Portrait de la jeune fille en feu)

### Anni 2020
- 2020: Shabier Kirchner - Small Axe
- 2021: Janusz Kaminski - West Side Story[2]
- 2022: Claudio Miranda - Top Gun: Maverick[3]
- 2023: Hoyte van Hoytema - Oppenheimer [4]
- 2024: Jomo Fray – Nickel Boys[5]